# Pays de Forcalquier
Le pays de Forcalquier est une région naturelle de France située en Provence. Elle est naturellement délimitée par la Montagne de Lure au nord et le Luberon au sud. Elle correspond aux 39 communes des cantons de Banon, Forcalquier, Peyruis, Reillanne et de Saint-Étienne-les-Orgues.
Ses habitants sont appelés les Forcalquiérois.

## Les communes du Pays de Forcalquier
| Les communes du Pays de Forcalquier A-K                                                                                     | Les communes du Pays de Forcalquier L-N                                                                  | Les communes du Pays de Forcalquier O-R | Les communes du Pays de Forcalquier S-Z |
| - Aubenas-les-Alpes - Banon - La Brillanne - Céreste - Cruis - Dauphin - Fontienne - Forcalquier - Ganagobie - L'Hospitalet | - Lardiers - Limans - Lurs - Mallefougasse-Augès - Mane - Montjustin - Montlaux - Montsalier - Niozelles | - Ongles - Oppedette - Peyruis - Pierrerue - Redortiers - Reillanne - Revest-des-Brousses - Revest-du-Bion - Revest-Saint-Martin - La Rochegiron | - Sainte-Croix-à-Lauze - Saint-Étienne-les-Orgues - Saint-Maime - Saint-Michel-l'Observatoire - Saumane - Sigonce - Simiane-la-Rotonde - Vachères - Villemus - Villeneuve |

## Climat
Le Pays de Forcalquier est situé en Haute-Provence et bénéficie d'un climat méditerranéen d'intérieur aux étés chauds et secs, en revanche les hivers sont frais et marqués par des gelées fréquentes. Le mistral souffle parfois bien que le pays soit abrité par la montagne de Lure. Il peut être plus exposé au levant ou au sirocco, qui surviennent rarement. En moyenne annuelle, la température s'établit à 12,8 °C avec une moyenne maximale de 22,4 °C et une minimale de 0,0 °C. Les températures nominales maximales et minimales relevées sont de 30 °C en juillet et 0 °C en décembre et janvier. L'ensoleillement moyen est de 2 755 heures par an avec une pointe à 343 heures en juillet. Autre valeur importante, caractéristique du climat méditerranéen, les précipitations totalisent 426 millimètres sur l'année, inéquitablement réparties avec un peu plus de vingt et un millimètres en juillet et plus de cinquante quatre millimètres en octobre.
| Mois                              | jan. | fév. | mars | avril | mai  | juin | jui. | août | sep. | oct. | nov. | déc. | année |
| --------------------------------- | ---- | ---- | ---- | ----- | ---- | ---- | ---- | ---- | ---- | ---- | ---- | ---- | ----- |
| Température minimale moyenne (°C) | 0    | 0,5  | 3    | 5,4   | 8,9  | 12,8 | 15,4 | 15,2 | 12   | 8,2  | 3,8  | 1,1  | 7,2   |
| Température moyenne (°C)          | 4,3  | 6,2  | 8,2  | 11,1  | 15,1 | 19,3 | 22,4 | 22   | 18   | 13,4 | 8,2  | 5,2  | 12,8  |
| Température maximale moyenne (°C) | 8,6  | 10,9 | 15,4 | 16,9  | 21,4 | 25,8 | 29,3 | 28,9 | 24   | 18,5 | 12,7 | 9,3  | 18,5  |
| Précipitations (mm)               | 27   | 25   | 24   | 44    | 40   | 28   | 21   | 33   | 46   | 54   | 53   | 31   | 426   |

| Diagramme climatique                                  |           |         |           |           |            |            |            |        |           |           |          |
| J                                                     | F         | M       | A         | M         | J          | J          | A          | S      | O         | N         | D        |
| 8,6027                                                | 10,90,525 | 15,4324 | 16,95,444 | 21,48,940 | 25,812,828 | 29,315,421 | 28,915,233 | 241246 | 18,58,254 | 12,73,853 | 9,31,131 |
| Moyennes : • Temp. maxi et mini °C • Précipitation mm |           |         |           |           |            |            |            |        |           |           |          |